# Elektroforeza w żelu poliakrylamidowym

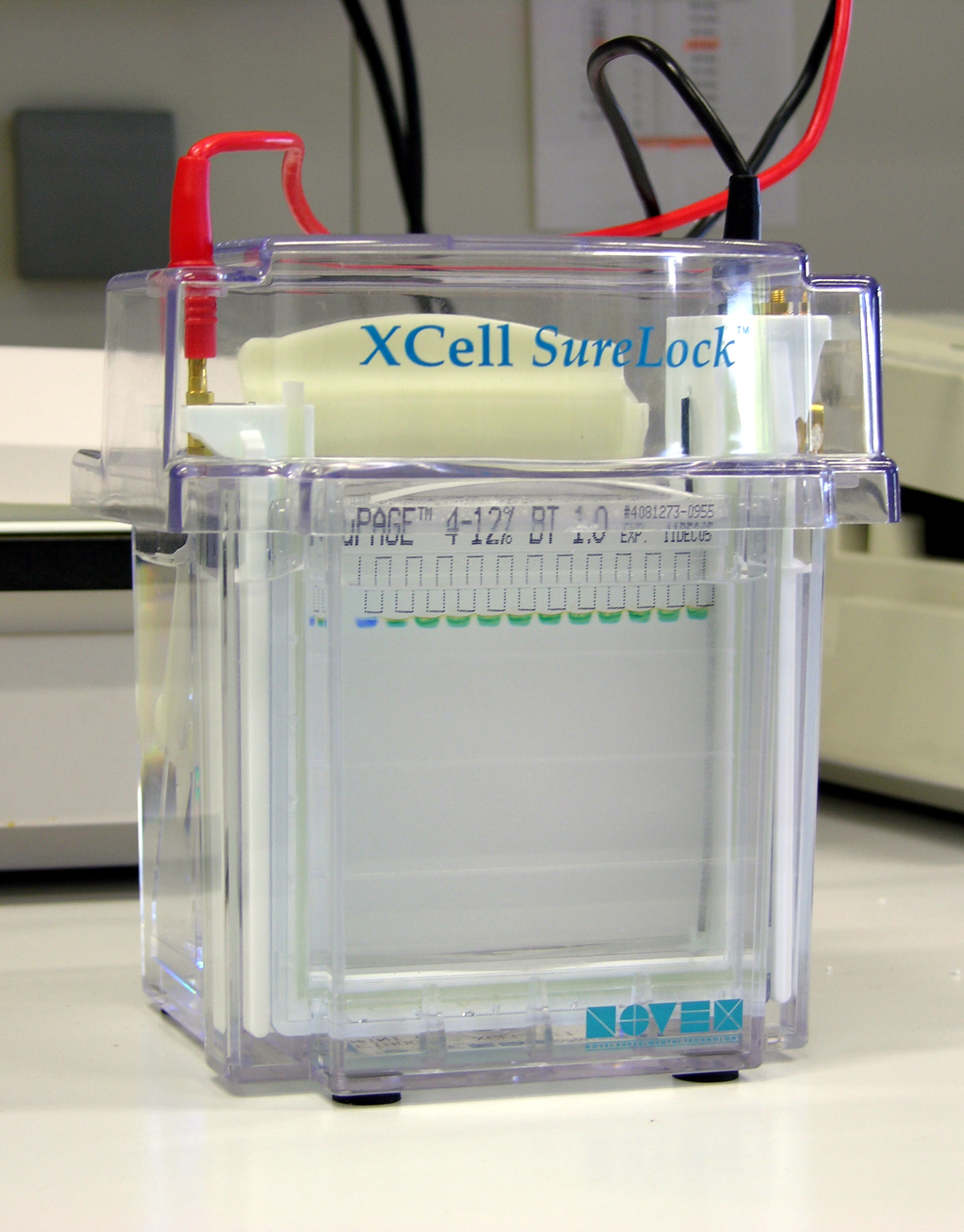
Aparat do elektroforezy

Elektroforeza w żelu poliakrylamidowym, PAGE (od ang. polyacrylamide gel electrophoresis) – technika używana w biologii molekularnej do rozdzielania makromolekuł, przede wszystkim białek i kwasów nukleinowych.
Żel poliakrylamidowy jest popularny w biologii molekularnej ze względu na dobre właściwości optyczne, obojętność elektryczną (brak grup naładowanych elektrycznie), możliwość uzyskania różnego stopnia porowatości. 
Żel powstaje w wyniku polimeryzacji akrylamidu i N,N′–metylenobisakrylamidu (bisakrylamidu), tworząc sieć elastycznych łańcuchów polimerowych, w którym migrują makromolekuły w polu elektrycznym. Polimeryzację tę katalizuje nadsiarczan amonu (APS) (lub nadsiarczan potasu) oraz N,N,N′,N′-tetrametyloetylenodiamina (TEMED) lub β-dimetyloaminopropionitryl (DMAP). 
Proces zestalenia zajmuje w temperaturze pokojowej około 30 minut, jednak uzyskanie kompletnego usieciowania wymaga ok. 12 godzin. Jest to reakcja egzotermiczna, która może zakłócać sieciowanie, dlatego ten etap zwykle przeprowadza się w warunkach chłodniczych. Polimeryzację hamuje obecność tlenu, dlatego żel zabezpiecza się wodą lub butanolem. Wielkość porów można regulować proporcją akrylamidu do bisakrylamidu. Żele można przygotowywać jako płytowe lub też do stosowania w cienkich kolumnach w elektroforezie kapilarnej.

## Rozdział białek

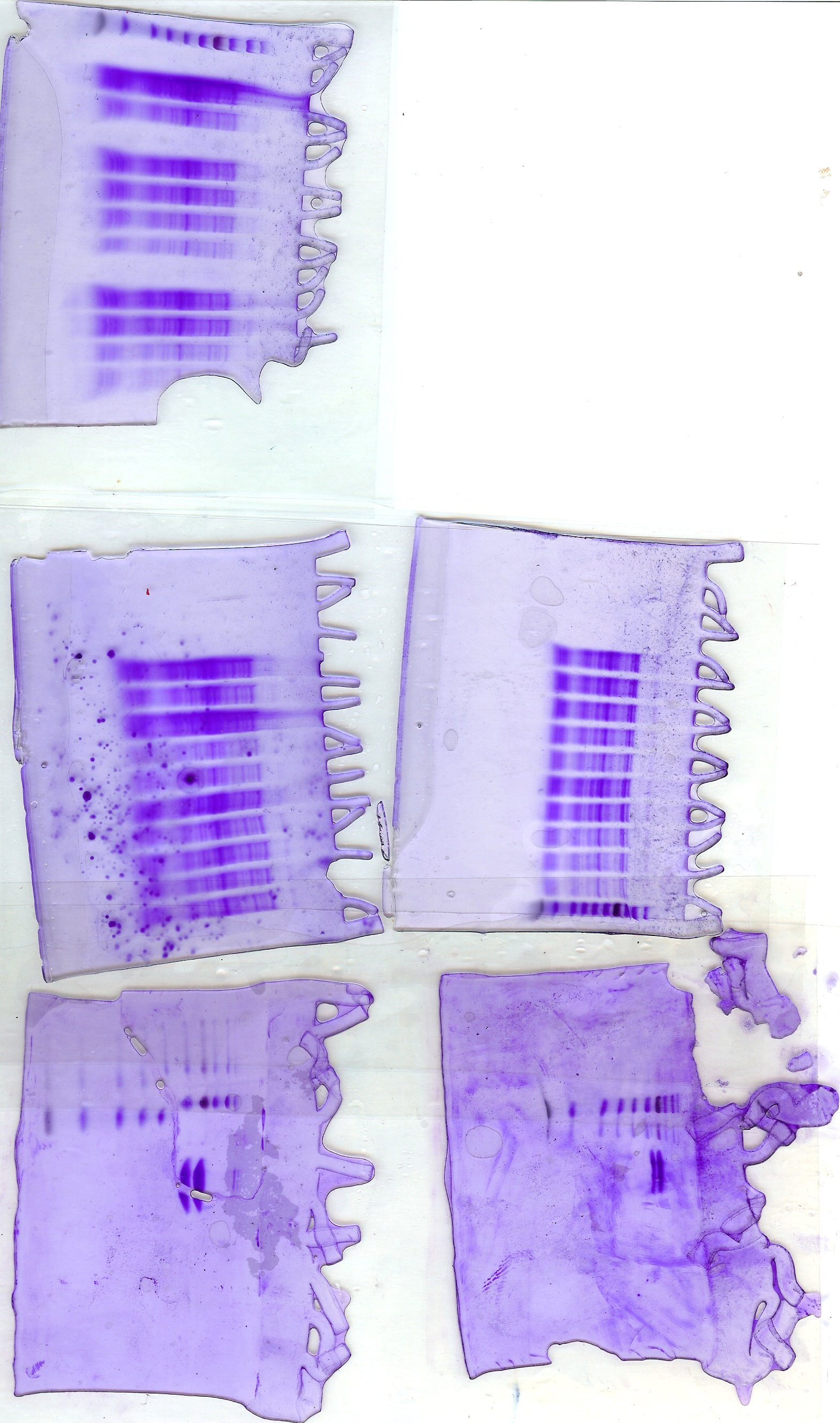
Żele po elektroforezie SDS-PAGE

Elektroforeza białek umożliwia ich uwidocznienie, zidentyfikowanie i scharakteryzowanie. Możliwe jest dzięki niej szybkie oszacowanie ilości białek w mieszaninie lub stopnia oczyszczenia określonego białka w próbce.

### Przygotowanie próbek

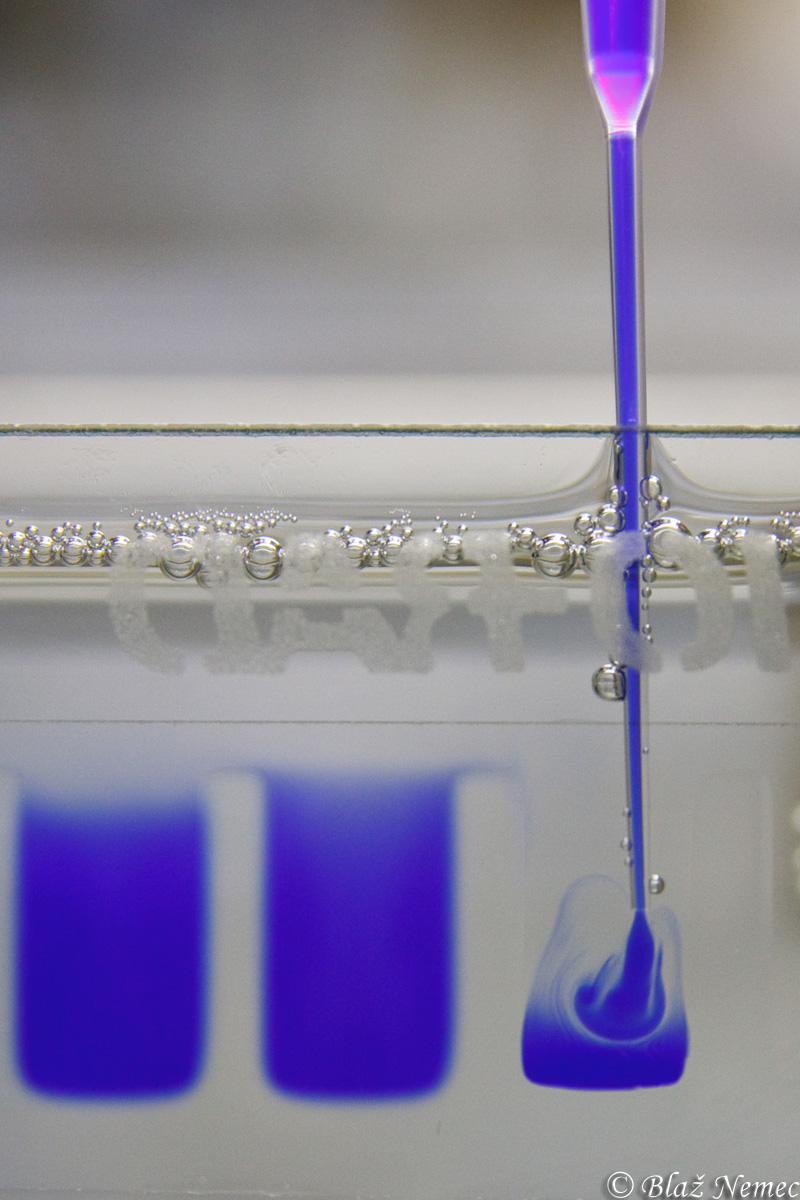
Umieszczanie próbek w studzienkach

W próbkach do elektroforezy należy uzyskać odpowiednie stężenia białek – zbyt niskie spowoduje trudności w wykryciu, zbyt wysokie może spowodować nachodzenie na siebie prążków. Stężenie to nie powinno być większe niż 1–10 µg na prążek.
Czasami konieczne jest usunięcie dużego stężenia soli z próbek ze względu na możliwe zakłócenia w analizie. Stosuje się w tym celu, między innymi, ultrafiltrację, precypitację, ekstrakcję do fazy stałej. Ponadto stosuje się detergenty do usuwania oddziaływań hydrofobowych sprzyjających agregacji i wytrącaniu białek. 
Warunki redukujące usuwają mostki dwusiarczkowe w białkach, co prowadzi do ich rozfałdowania. Ułatwiony jest w ten sposób kontakt enzymów. Najczęściej stosuje się β-merkaptoetanol (BME), ditiotreitol (DTE), tributylofosfinę (TBP), (tris(2-karboksyetyl)fosfina) (TCEP). W celu zabezpieczenia przed ponownym tworzeniem się mostków stosować można jodoacetamid.
Przed umieszczeniem próbek w studzienkach zwykle dodaje się substancję obciążającą, przykładowo glicerynę, a także wprowadza barwnik (błękit bromofenolowy).  

### Elektroforeza w warunkach natywnych
Elektroforeza w warunkach natywnych (bez denaturacji) pozwala zachować natywną konformację białka, interakcje podjednostek oraz aktywność biologiczną. Białka rozdzielane są w tym wypadku na podstawie stosunku ładunku do masy. Bufor w dużej mierze decyduje o rozdzielczości rozdziału, a jego pH powinno być jak najbardziej zbliżone do punktu izoelektrycznego (pI) separowanych białek (inaczej może zajść denaturacja). Technika ma jednak wady w postaci stosunkowo małej rozdzielczości – trudno dobrać optymalne parametry równocześnie dla wszystkich białek. Dodatkowo obecność interakcji między białkami sprawia, że taki rozdział nie jest do końca przewidywalny
W rozdziale można polegać na ładunku własnym białka (ang. clear native PAGE), wtedy mogą migrować one w stronę jednej lub drugiej elektrody. Można jednak do białek dodać barwnik błękit Coomassie (ang. blue native PAGE), który tworzy z białkami kompleksy anionowe, przez przy rozdziale będą one przemieszczały się w stronę anody.

### Elektroforeza w warunkach denaturujących
Elektroforeza w warunkach denaturujących (SDS-PAGE) jest powszechnie stosowaną, szybką i łatwą techniką rozdziału białek charakteryzującą się dużą powtarzalnością. Po rozdziale można identyfikować białka za pomocą spektrometrii mas, western blottingu czy technik radiograficznych.
Obecność SDS, anionowego detergentu, nadaje wszystkim cząsteczkom jednolity ładunek ujemny, powoduje denaturację białek, dzięki czemu ładunek przestaje wywierać wpływ na różnice w tempie migracji. Różnice w szybkości przemieszczania się białek zależą wtedy głównie od rozmiaru białka.
W rozdziale SDS-PAGE najczęściej stosuje się system Laemmliego. Zakłada on występowanie żelu zagęszczającego (ang. stacking gel) o pH 6,8 i rozdzielającego (ang. resolving gel) o pH 8,8 i mniejszej porowatości. Żel zagęszczający ma skoncentrować białka w miejscu startu rozdziału, aby wszystkie zaczęły od tego samego punktu. W żelu rozdzielającym następuje rozdział według masy cząsteczkowej.
Aby uwidocznić białka na żelu, najczęściej stosuje się błękit Coomassie lub sole srebra. Rzadziej wykonuje się barwienie fluorescencyjne (głównie barwnikami z grupy SYPRO) czy znakowanie izotopowe.

### Elektroforeza dwuwymiarowa

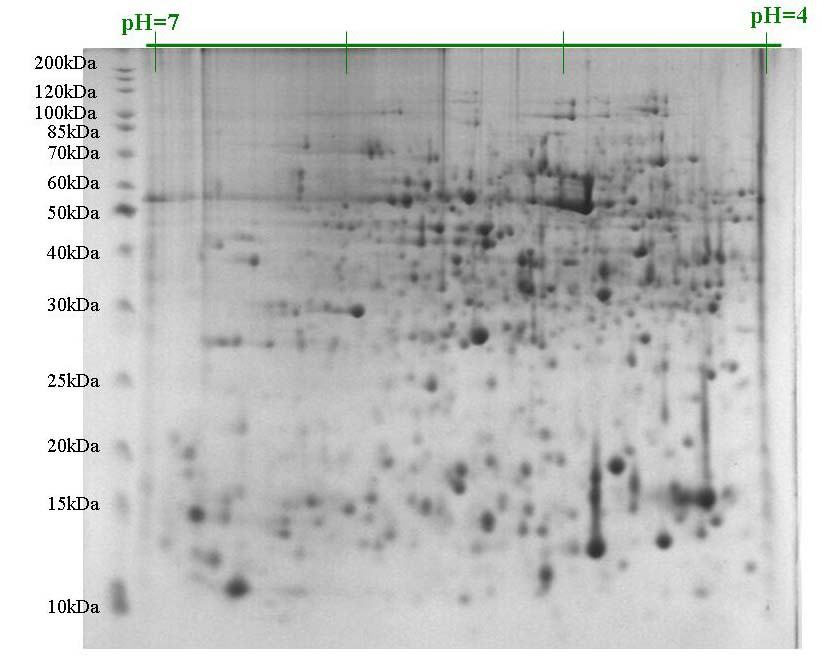
Żel z rozdzielonymi białkami po elektroforezie dwuwymiarowej. Na osi X rozdział względem pI, na osi Y względem masy cząsteczkowej

Elektroforeza dwuwymiarowa (dwukierunkowa) (2-DE) umożliwia rozdział białek zarówno ze względu na ich wielkość, jak i ładunek. Elektroforeza dwukierunkowa może służyć do rozdzielania skomplikowanych mieszanin białek, dzięki niej można rozdzielić ponad 1000 białek do postaci dwuwymiarowej mapy.
W pierwszym etapie białka rozdzielane są na podstawie ich punktu izoelektrycznego przy użyciu techniki ogniskowania izoelektrycznego. Wypadkowy ładunek białka zależny jest od ładunków aminokwasów wchodzących w jego skład. Ze względu na amfoteryczność białek ładunek końcowy zależy od pH roztworu, w którym się znajdują (w pH powyżej pI białko ma ujemny ładunek wypadkowy i wędruje w kierunku anody; w pH poniżej pI ma dodatni ładunek i migruje w stronę katody). Ładunek wypadkowy nie zależy od wielkości białek. Białko migruje w gradiencie pH do miejsca, w którym pH równe jest jego pI. W miejscu tym białko traci ładunek i staje się nieruchome (ogniskuje). W drugim etapie białka poddaje się rozdziałowi metodą SDS-PAGE w kierunku prostopadłym do użytego w etapie pierwszym.
Do zalet elektroforezy dwukierunkowej należy możliwość obserwacji np. modyfikacji potranslacyjnych, częściowej proteolizy, poziomu ekspresji białek. Do wad należy czasochłonność, brak pełnej automatyzacji, mała powtarzalność i nie zawsze zadowalająca rozdzielczość. Technika ta jest jednak stale ulepszana.

## Rozdział kwasów nukleinowych
W rozdziale kwasów nukleinowych najczęściej używanymi żelami w elektroforezie jest żel agarozowy i poliakrylamidowy. DNA naładowany jest ujemnie i migruje w stronę elektrody dodatniej. Elektroforezę przeprowadza się do czasu aż marker (zwykle błękit bromofenolowy) przemieści się na drugi koniec żelu. DNA zostaje rozdzielone według wielkości cząsteczek w związku z tym, że większe cząsteczki migrują wolniej od mniejszych. Wpływ ma też kształt i właściwości topologiczne). Kwasy nukleinowe można potem zwizualizować przez dodatek bromku etydyny, który interkaluje między nukleotydami. Obraz w postaci pomarańczowych prążków można uzyskać w świetle UV. 
Żele poliakrylamidowe do rozdziału kwasów nukleinowych zawierają także mocznik o właściwościach denaturujących. Zapobiega to wewnętrznemu parowaniu zasad w kwasach, które mogłyby wytworzyć drugorzędowe struktury. Takie zmiany konformacji mogłyby wpłynąć na tempo migracji cząsteczek, uniezależniając je ściśle od długości (rozmiaru).
Elektroforezę w żelu poliakrylamidowym do rozdziału kwasów nukleotydowych stosuje się, kiedy potrzebna jest duża rozdzielczość. Żele agarozowe mają większe pory i rozdział cząsteczek o wielkości poniżej 1500 pz staje się mniej dokładny. O ile 0,7% żel agarozowy jest w stanie rozdzielić cząsteczki kwasów nukleinowych o wielkości 300–20 000 pz, tak 10% żel poliakrylamidowy rozdziela cząsteczki o wielkości 25–500 pz, a 20% żel nawet 1–50 pz.
Żele poliakrylamidowe stosuje się podczas sekwencjonowania DNA metodą terminacji łańcucha, gdy rozdzielane cząsteczki kwasów nukleinowych różnią się między sobą o pojedyncze nukleotydy.